# Coentral
Coentral war eine Gemeinde (Freguesia) im portugiesischen Kreis Castanheira de Pera. Die Gemeinde hatte 100 Einwohner (Stand 30. Juni 2011).
Am 29. September 2013 wurden die Gemeinden Coentral und Castanheira de Pêra zur neuen Gemeinde União das Freguesias de Castanheira de Pêra e Coentral zusammengeschlossen.

## Geschichte
Die eigenständige Gemeinde Coentral wurde 1691 geschaffen. Sie gehörte zum Kreis Pedrógão Grande. Seit der Gründung des eigenständigen Kreises Castanheira de Pera 1914 gehörte sie zu diesem.
Mit Gesetzesentscheid aus Januar 2013 wurde die Gemeinde nach der Kommunalwahl im September 2013 aufgelöst und mit der Gemeinde Castanheira de Pera zur neuen Gemeinde União das Freguesias de Castanheira de Pêra e Coentral zusammengefasst.

## Sehenswürdigkeiten
Zu den Baudenkmälern zählen historische Wohnhäuser, ein Brunnen, und Sakralbauten, darunter die im 18. Jahrhundert errichtete Gemeindekirche Igreja Paroquial de Coentral, nach ihrer Schutzpatronin auch Igreja de Nossa Senhora da Nazaré (dt.: Kirche Unserer Lieben Frau von Nazareth).
Die Capela de Santo António da Neve wurde Ende des 18. Jahrhunderts errichtet.
Coentral liegt in der Bergwelt der Serra da Lousã. Wanderwege passieren das Gemeindegebiet.